# Stefan Schmidt
Stefan Schmidt es el guitarrista vocal de la banda alemana de a capela Van Canto. Fue uno de los fundadores de la banda en 2006.

## Biografía
Stefan fundó su primera banda cuando contaba con catorce años junto a Ingo Sterzinger, quien es actualmente el bajista vocal de Van Canto.
Posteriormente, con diecisiete años Stefan empezó con su carrera profesional musical, fichando por la banda Jester's Funeral en 1996. Permaneció diez años en la banda, produciendo un total de dos demos y cuatro álbumes de estudio. Mientras estaba en Jester's Funeral, hizo un inciso en 2002 para incorporarse a la banda Fading Starlight, aunque sólo estuvo un año. Cuando dejó Jester's Funeral en 2006, Stefan fundó Van Canto, banda en la que se encuentra hasta la fecha, habiendo creado un total de cinco álbumes de estudio y un recopilatorio.
También ha sido invitado en varios discos de artistas y bandas como Tarja Turunen, Blind Guardian, Grave Digger, Arven y Heavatar.

## Bandas[3]
- Jester's Funeral (1996-2006)
- Fading Starlight (2002)
- Van Canto (2006-presente)

## Discografía[3][4]

### Jester's Funeral

#### Demos
- 1996: Walpurgisnight - vocalista
- 1997: Days of Medieval - vocalista

#### Álbumes
- 1999: Labyrinth - vocalista, guitarrista.
- 2000: QuickSilverLight - vocalista, guitarrista, coproductor.[5]
- 2003: Shifting:Skywards - vocalista
- 2006: Fragments of an Exploded Heart - vocalista, guitarrista.

### Van Canto

#### Álbumes
- 2006: A Storm to Come – Voces "rakkatakka" bajas, voces wahwah para los solos de guitarra.
- 2008: Hero – Voces "rakkatakka" bajas, voces wahwah para los solos de guitarra.
- 2010: Tribe of Force – Voces "rakkatakka" bajas, voces wahwah para los solos de guitarra.
- 2011: Break the Silence – Voces "rakkatakka" bajas, voces wahwah para los solos de guitarra.
- 2014: Dawn of the Brave (2014) – Voces "rakkatakka" bajas, voces wahwah para los solos de guitarra.

#### Recopilatorios
- 2011: Metal A cappella – Voces "rakkatakka" bajas, voces wahwah para los solos de guitarra.

### Aportaciones a otras bandas

#### Tarja Turunen
- 2010: What Lies Beneath - Vocalista

#### Blind Guardian
- 2010: A Voice in the Dark - Coro
- 2010: At the Edge of Time - Coro

#### Arven
- 2011: Music of Light - Coro

#### Grave Digger
- 2010: The Clans Will Rise Again - Coro
- 2011: The Ballad of Mary - Coro
- 2012: Home at Last - Coro
- 2012: Clash of the Gods - Coro

#### Heavatar
- 2013: Opus I: All my Kingdoms - Guitarrista